# 김도혁
김도혁(한국 한자: 金鍍爀, 1992년 2월 8일 ~ )은 대한민국의 축구 선수이며 인천 유나이티드 소속으로 활약하고 있다. 포지션은 미드필더이다.

## 축구인 경력

### 선수 경력
김도혁은 축구 명문인 연세대학교를 졸업했으며 재학 당시 2013년 고려대학교와 연세대학교의 축구정기전에서 송수영 선수의 어시스트를 연결해 선취골을 도운 기록을 갖고 있다.
졸업 후인 2014년, 인천 유나이티드와 자유계약을 맺고 프로 무대에 데뷔했다. 2015 시즌 인천 유나이티드의 부주장으로 선임되었다. 3월 7일 현대오일뱅크 K리그 클래식 1라운드 광주 FC와의 경기에서 K리그 2015 1호골을 터뜨렸다.
2017 시즌을 앞두고 팀의 주장으로 선임되었다. 그 후, 리그 35라운드 대구 FC와의 원정경기(0대 0 무)에 선발 출격해 풀타임 활약하면서 K리그 통산 100경기 출전 기록을 세웠다.
2018 시즌을 앞두고 군 복무를 위해 아산 무궁화 축구단으로 입대했다. 그 후, 2019 시즌 중에 전역하여 인천으로 복귀하였다.
2021 시즌을 앞두고 팀의 주장으로 선임되었다.

## 수상

### 팀

#### 아산 무궁화 축구단
- K리그2 우승: 2018